# ابان بن سعید
اَبان بن سعید بن العاص (?-۶۴۳م) صحابی بود. پس از اسلام‌ستیزی شدیدش در سال ۷ق/۶۲۸م مسلمان شد. پیامبر دو سال بعد او را کارگزار بحرین منصوب نمود و همان‌جا تا درگذشت پیامبر ماند. پس از این، با خود عهده کرد که عامِل دیگری نشود. برخی روایات از کشته شدن او در نبرد اجنادین می‌گوید.